# مزید
مزید، روستایی است از توابع بخش بلده شهرستان نور در استان مازندران ایران و در کنار رود هراز است.
راه های ارتباطی روستا  ،جاده هراز و جاده چالوس می باشد. 
و در جهت غرب روستا قله سنگی قله سنگی گلپیر با ارتفاع ۲۵۰۸ از دریا یکی چندین کوه های سنگی شهرستان نور می‌باشد.

## پیشینه
روستای‌مزید طبق گفته‌ها دارای قدمت دیرینه است‌،که به زمان قبل از ورود اسلام برمیگردد.
طوایف روستای‌مزید اکثر از اقوام مهاجر تشکیل شده است که در زمان کوچ اجباری اوایل حکومت آغا محمد خان قاجار در مزید به دستور دولت ساکن شدند.
این اقوام شامل کرد،لر،قشقایی‌و‌ترک می‌باشد .

## جمعیت
این روستا در دهستان شیخ فضل‌الله نوری قرار دارد و براساس سرشماری مرکز آمار ایران در سال ۱۳۸۵، جمعیت آن ۱۷۷ نفر (۶۴خانوار) بوده‌است.
مذهب مردم روستا اهل تشییع می‌باشد.
بیشتر مردم روستا به دامداری،باغداری‌‌وزراعت مشغولند.
جمعیت روستا در تابستان تا ۱۵۰۰ نفر هم می رسد ،چون در زمستان هوای روستا بسیار سرد است ،بسیاری از اهالی در زمستان به شهر های اطراف می روند و در تابستان به روستا برمیگردند.

## جغرافیا
سرزمین اطراف کوه های مزید در شرق، اما در غرب آن تپه ها است. مزید در دره ای قرار دارد که جهت شرقی به غربی می دهد.[2] بلندترین نقطه این منطقه ۲۸۴۷ متر ارتفاع دارد و در ۱.۹ کیلومتری جنوب مزید قرار دارد.[3] در هر کیلومتر مربع حدود 39 نفر در اطراف مزید زندگی می کنند که جمعیت نسبتاً کمی است. [4] نزدیکترین شهر بزرگتر بلده در 8.1 کیلومتری غرب مزید است. اطراف مزید تقریباً پوشیده از علف است. [5] در منطقه اطراف مزید، کوه‌ها و دره‌ها به‌طور غیرعادی رایج است.

## آب‌و‌هوا
آب و هوا سرد و خشک است . [6] میانگین دما 6 درجه سانتیگراد است . گرم ترین ماه ژوئیه(تیر) با دمای 20  درجه سانتی گراد و سردترین ماه ژانویه(دی) با دمای 11- درجه سانتی گراد است. [7] میانگین بارندگی 910 میلی متر در سال است. مرطوب ترین ماه نوامبر(آبان) با 167 میلی متر باران و خشک ترین ماه اوت(مرداد) با 24 میلی متر باران است. [8]